# The Amazing Spider-Man (película)
The Amazing Spider-Man (en Hispanoamérica, El Sorprendente Hombre Araña) es una película estadounidense de superhéroes dirigida por Marc Webb. Es la cuarta película de Columbia Pictures basada en Spider-Man, y la primera película de un reboot de la franquicia cinematográfica del personaje de Marvel Comics. El reparto incluye a Andrew Garfield como Peter Parker, Emma Stone como Gwen Stacy y Rhys Ifans como el Dr. Curt Connors. La película retrata a Peter Parker desarrollando sus superpoderes en el instituto.
El desarrollo de la película comenzó simultáneamente cuando Sony anunció la cancelación de Spider-Man 4. Optando por un reinicio en lugar de otra secuela, el estudio anunció la fecha de lanzamiento para julio de 2012 bajo el título The Amazing Spider-Man. James Vanderbilt fue contratado para escribir el guion, mientras que Alvin Sargent y Steve Kloves ayudaron a afinarlo. El rodaje comenzó en diciembre de 2010 en Los Ángeles antes de trasladarse a la ciudad de Nueva York con la ayuda de RED Epic camera. La película entró en posproducción en abril de 2011.
The Amazing Spider-Man fue lanzada en 3D y en IMAX 3D el 3 de julio de 2012 en Estados Unidos y progresivamente a lo largo de esa misma semana en el resto de países hispanohablantes. También se desarrolló el videojuego de la película que salió al mercado días antes del estreno. La película tuvo un alto ingreso en taquillas, siendo el segundo reinicio más taquillero de la historia. Aun así, su recaudación no supera a ninguna de las tres anteriores.
Además es la primera película de la saga The Amazing Spider-Man siendo su secuela The Amazing Spider-Man 2: Rise of Electro estrenada el 2 de mayo de 2014.
Andrew Garfield y Rhys Ifans regresaron a sus respectivos papeles de Spider-Man y El Lagarto en Spider-Man: No Way Home del 2021 y ambientada en el UCM siendo uno de los personajes principales de la trama.

## Argumento
Cuando es niño, Peter Parker (Max Charles) descubre que el estudio de su padre Richard Parker (Campbell Scott) ha sido saqueado. Su padre reúne documentos ocultos antes de que junto a su madre Mary Parker (Embeth Davidtz), lo lleven a quedarse con su tía May Parker (Sally Field) y su tío Ben Parker (Martin Sheen). Sus padres se van pero luego mueren en un accidente aéreo.
Años más tarde, siendo un joven adolescente, Peter Parker (Andrew Garfield) estudia en Midtown Science High School, donde es intimidado por Flash Thompson (Chris Zylka) y está interesado románticamente en la bella Gwen Stacy (Emma Stone), la hija del capitán de policía George Stacy (Denis Leary). Peter tiene interés en la fotografía y siempre anda con su cámara. En casa, Peter encuentra los documentos de su padre y descubre que él había estado trabajando con el científico el Dr. Curt Connors (Rhys Ifans) en Oscorp para combinar ADN humano y animal con el objetivo de curar enfermedades. Peter también descubre que Connors ni siquiera llamó una vez que Richard murió.
Peter se cuela en Oscorp para encontrarse con Connors disfrazándose de uno de los 24 pasantes que Oscorp incorporará ese día. Peter tiene que tener cuidado ya que Gwen es la pasante principal de Connors y es la jefa de su grupo. Gwen descubre a Peter cuando este responde a una pregunta de Connors pero decide no exponerlo. Connors es presionado por su superior, el Dr. Ratha (Irrfan Khan), para completar su suero y así poder curar al jefe terminal de Oscorp, Norman Osborn. Sin embargo, Connors quiere él mismo la cura para restaurar el brazo que le falta. Mientras tanto, Peter irrumpe en un laboratorio (observando en secreto a Ratha escribir su contraseña) donde un "Biocable", un hilo de red de alta resistencia, es creado por arañas genéticamente modificadas, una de las cuales lo muerde. Mediante una pelea durante su viaje en el metro rumbo a su casa, Peter descubre que ha desarrollado velocidad y fuerza sobrehumanas, la capacidad de adherirse a las superficies y una mayor sensación del peligro.
Peter encuentra un algoritmo en los documentos de su padre (el algoritmo de tasa de desintegración 0 0) y se lo da a Connors, lo que resulta ser la clave faltante de su suero. Connors le revela que él y Richard habían estado trabajando en el algoritmo durante muchos años pero que luego Richard murió repentinamente, lo que lo enfureció razón por la cual decidió mantenerse alejado de la familia. Posteriormente, Connors invita a Peter a visitarlo en su oficina para colaborar con su trabajo.
Peter daña la propiedad de la escuela durante un enfrentamiento con Flash en la cancha de baloncesto por lo que su tío Ben se ve obligado a ir a encontrarse con el director. Debido a esto su tío tiene que cambiar de turno en el trabajo y ahora tiene que trabajar de noche. Ben le dice a Peter que acompañe a May a casa durante esa noche. Peter ignora al tío Ben y prefiere ir a ayudar a Connors a probar su suero en un ratón de solo tres patas. Después de regresar a casa, Peter discute con su tío Ben acerca de no haber recogido a su tía May y luego se va. En una tienda de conveniencia, el encargado se niega groseramente a dejar que Peter compre una bebida porque le faltan 2 centavos diciendo “Es la política”, y cuando un ladrón (Leif Gantvoort) roba dinero de la caja registradora, Peter lo deja escapar y le responde al encargado diciéndole “No es mi política”. El tío Ben, que busca a Peter en las calles, se enfrenta al ladrón, pero este tras un forcejeo le dispara. Peter responde al disparo y encuentra el cuerpo sin vida de su tío Ben. Después de ver un retrato policial del sospechoso (que también tiene un tatuaje de una estrella en su mano izquierda), Peter se da cuenta de que el asesino fue el mismo ladrón al que dejó escapar de la tienda momentos antes. 
Peter usa sus poderes para rastrear y cazar a los criminales que coinciden con la descripción del asesino, lo que atrae la atención de la policía por sus acciones como justiciero. Durante un enfrentamiento, cae en un gimnasio abandonado, donde un cartel de luchador lo inspira a crear una máscara para ocultar su identidad. Crea un disfraz para sí mismo con un traje de spandex y construye dispositivos mecánicos montados en sus muñecas que disparan hebras de Biocable que tomó prestado del laboratorio de Connors. Peter, quien después de ir a la casa de Gwen para una "cita" para cenar con su familia, más tarde le revela a Gwen que él es el justiciero y se besan. El Capitán Stacy, el padre de Gwen, lidera el grupo de trabajo para detener al justiciero debido a que está firmemente en contra de cualquiera que no sea la policía que se ocupe del crimen en la ciudad.
Al ver que al ratón de prueba le ha vuelto a crecer la extremidad que le faltaba utilizando ADN de lagarto, Ratha exige que las pruebas en humanos comiencen de inmediato. Cuando Connors se niega, Ratha le recuerda que una vez Richard Parker estuvo cerca de la solución y dijo lo mismo que Connors dice ahora, implicándose que Ratha y Connors tuvieron algo que ver con la muerte de Richard. Connors se niega a arriesgar vidas inocentes y es despedido. Desesperado, Connors prueba el suero en sí mismo y el brazo que le falta se regenera. Se entera de que Ratha va a probar el suero en seres humanos en un hospital de los Asuntos de los Veteranos y va a detenerlo, pero su cuerpo comienza a mutar. Para cuando encuentra a Ratha en el Puente de Williamsburg, Connors ya se ha transformado en el supervillano "El Lagarto", quien comienza a arrojar autos, incluido el de Ratha, por el costado del puente. Peter, que ahora se hace llamar el Hombre Araña, logra salvar a Ratha y a otros civiles. El Lagarto se retira a las alcantarillas y vuelve a su forma humana. 
Más tarde, Peter se encuentra con Connors en su oficina y sospecha que él es el Lagarto. Luego Peter como el Hombre Araña se enfrenta sin éxito a la forma del Lagarto de Connors en las alcantarillas, dejando atrás su cámara. Connors descubre la identidad de Peter a través del nombre que aparece en la cámara y transformado como el Lagarto lo persigue hasta Midtown Science High School, donde pelean. En respuesta, la policía inicia una búsqueda tanto del Hombre Araña como del Lagarto.
Connors como el Lagarto se dirige a Oscorp, con la intención de dispersar su suero por la ciudad y convertir a todos en reptiloides como él mismo para así erradicar todas las debilidades existentes de los seres humanos las cuales él cree que solo plagan a la humanidad, mientras tanto Gwen desarrolla un antídoto en aerosol en el laboratorio de Oscorp. La policía arrincona al Hombre Araña y el Capitán Stacy descubre que él es Peter pero lo deja escapar para que pueda detener al Lagarto e ir a salvar a Gwen. Con la ayuda del padre de un niño que rescató antes, el Hombre Araña llega a Oscorp a tiempo. El Hombre Araña logra reemplazar el suero de Connors por el antídoto en aerosol, devolviendo al Lagarto y a sus víctimas mutadas a sus respectivas formas humanas, pero no antes de que el Lagarto hiera mortalmente al Capitán Stacy. El Hombre Araña casi cae y muere, pero un Connors ya curado le salva la vida. Antes de su muerte, el Capitán Stacy le hace prometer a Peter que se mantendrá alejado de Gwen por su seguridad. Inicialmente Peter cumple la promesa, pero luego le admite a Gwen que las promesas fallidas son las mejores.
En una escena poscréditos, Connors, en una celda oscura de la prisión, se enfrenta a un hombre en las sombras (Michael Massee) que le pregunta si le dijo a Peter la verdad sobre su padre. Connors le responde: “No” y exige que dejen en paz a Peter antes de que el misterioso hombre finalmente desaparezca.

## Reparto

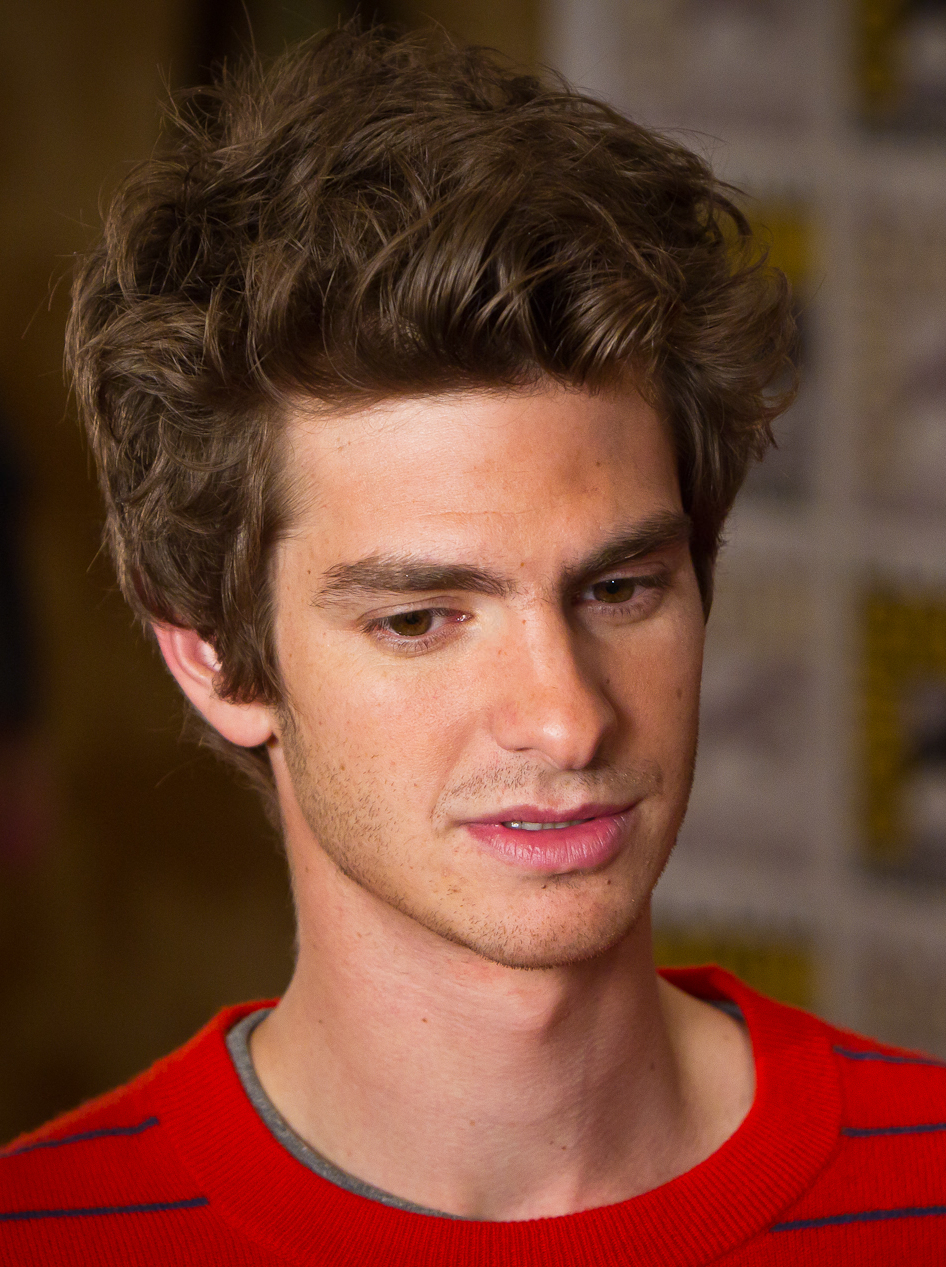
Andrew Garfield interpreta a Peter Parker / Spider-Man.

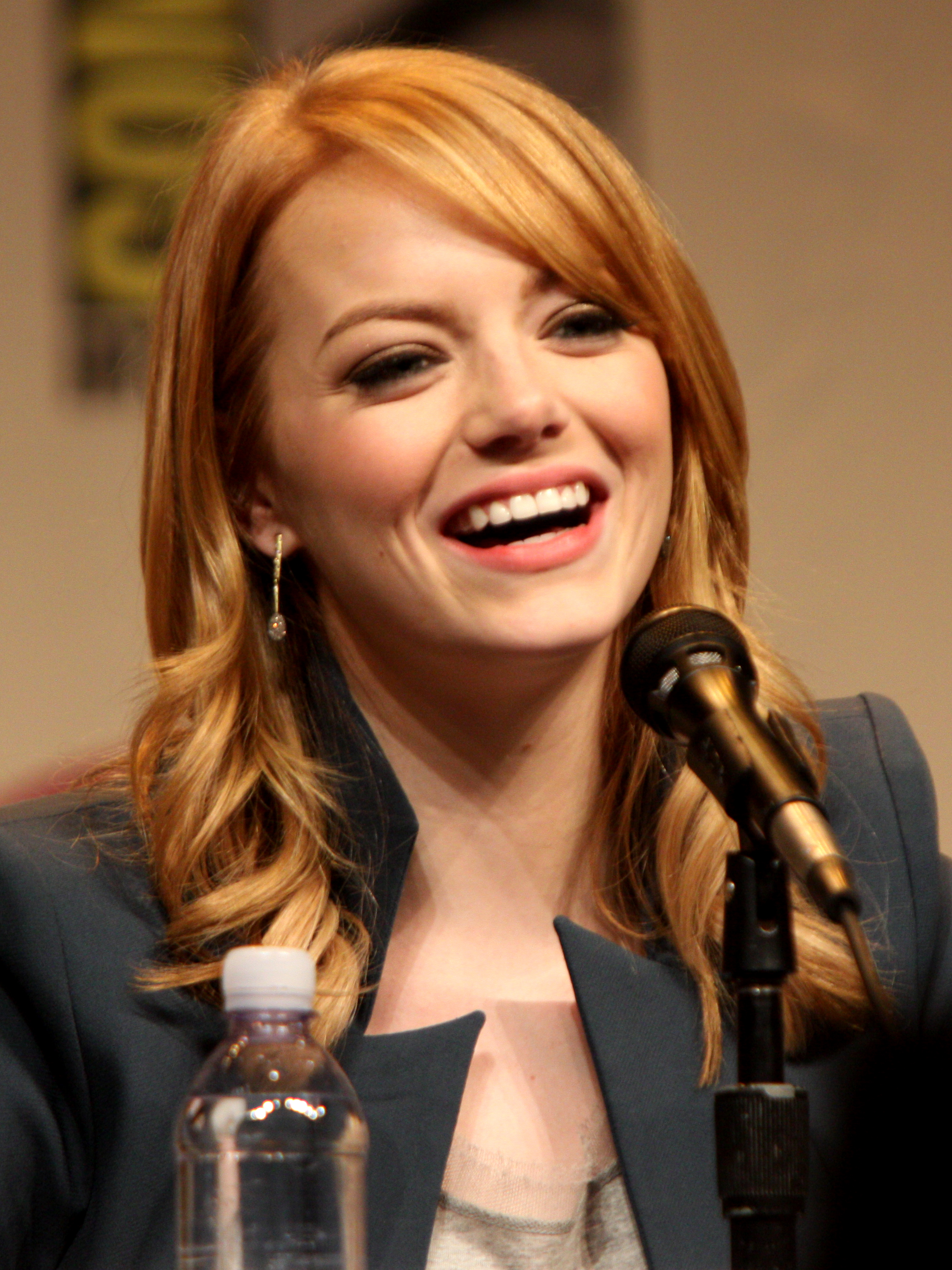
Emma Stone interpreta a Gwen Stacy.

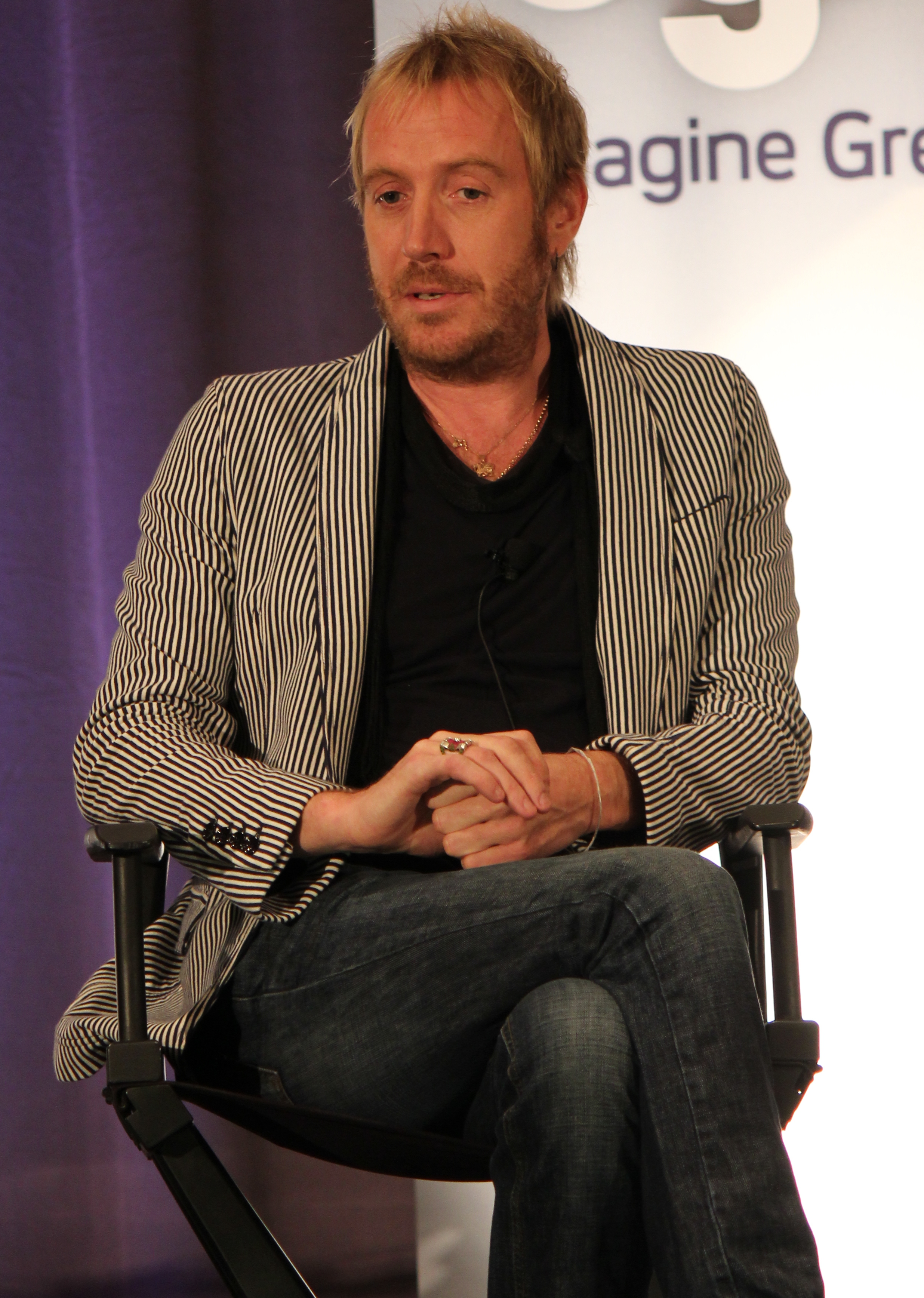
Rhys Ifans interpreta al Dr. Curtis Connors / El Lagarto.

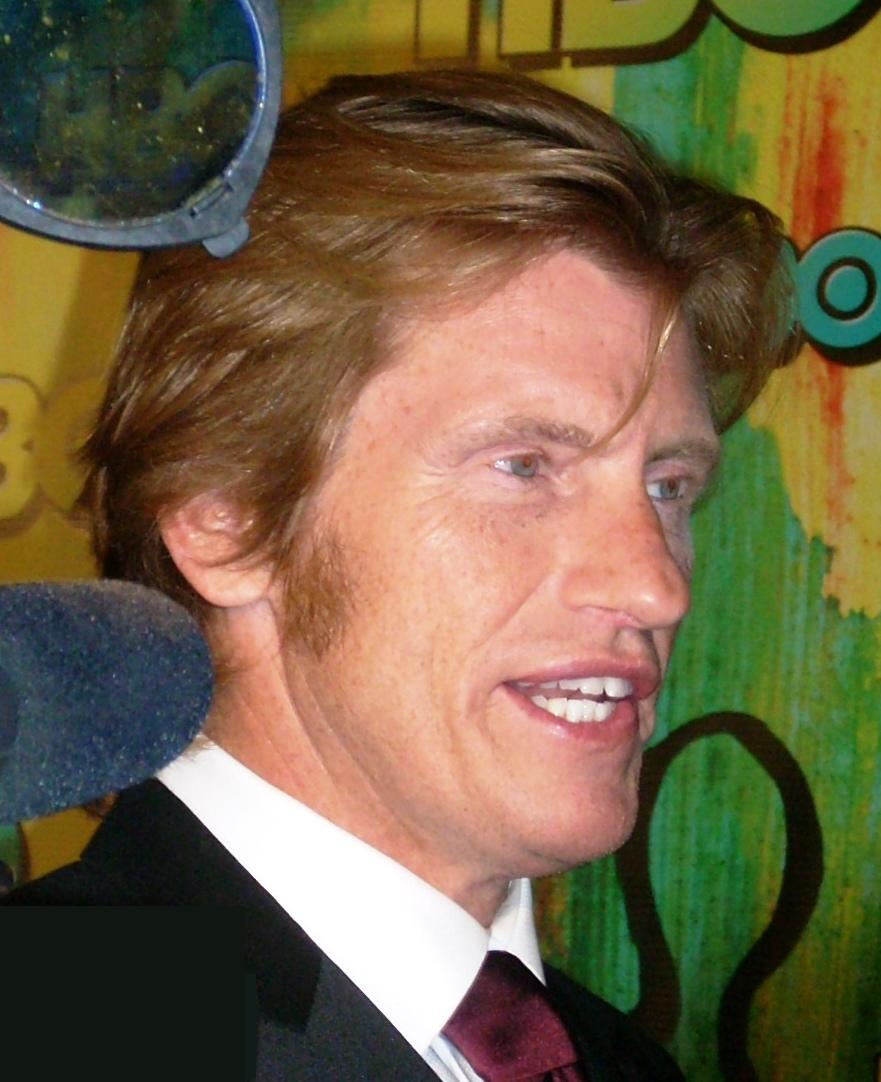
Denis Leary interpreta al Capitán George Stacy.

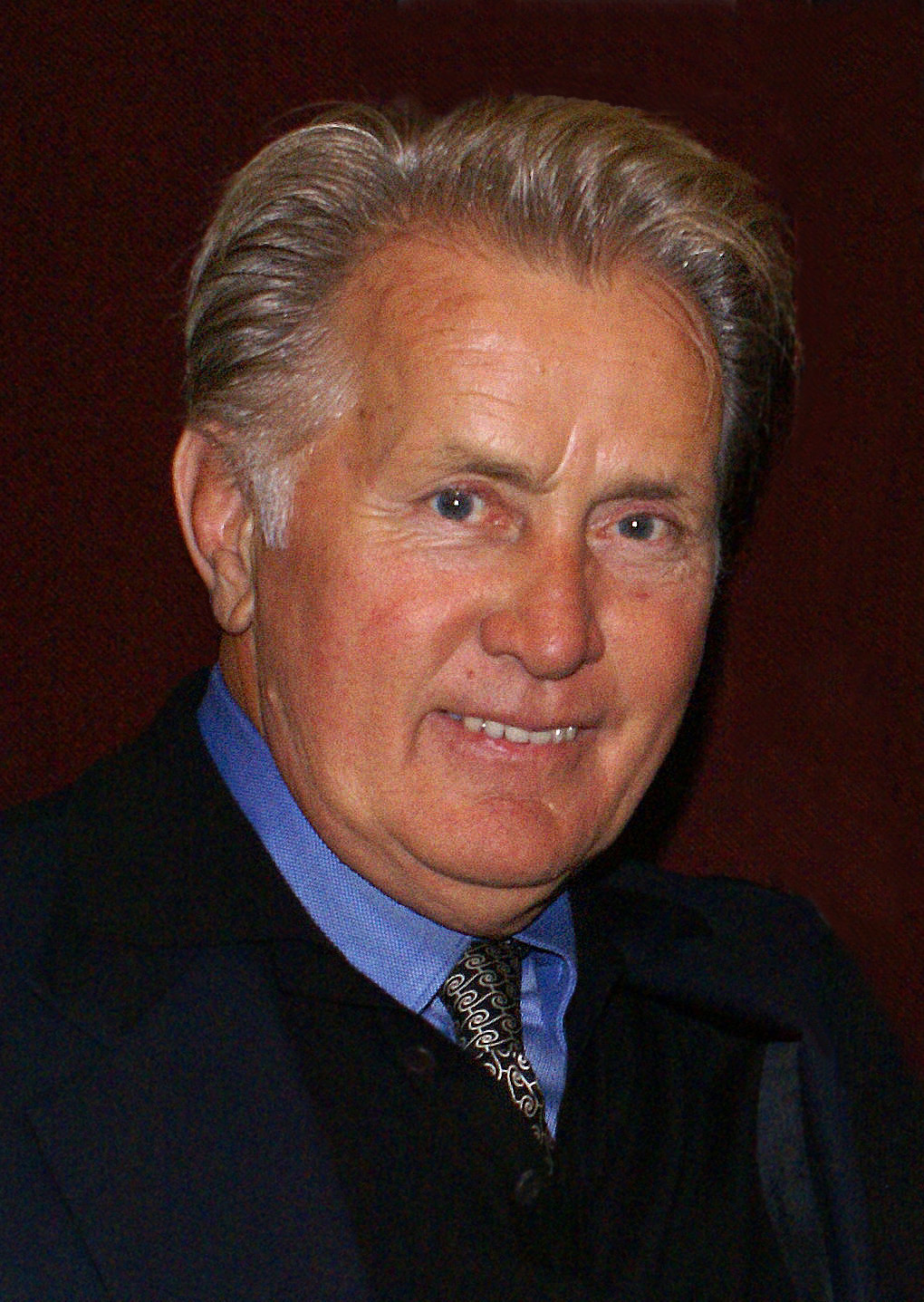
Martin Sheen interpreta al tío Ben Parker.

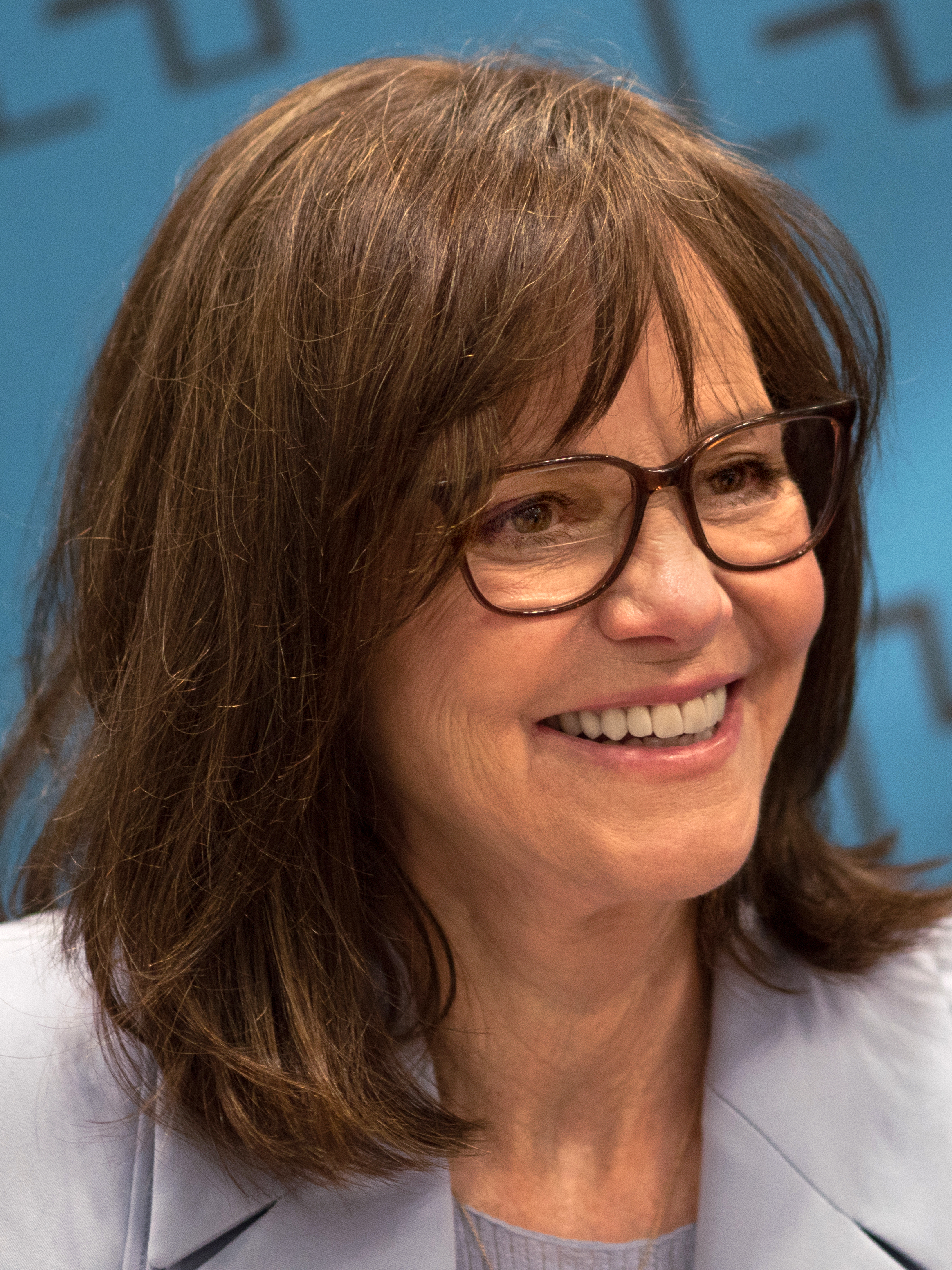
Sally Field interpreta a la tía May Parker.

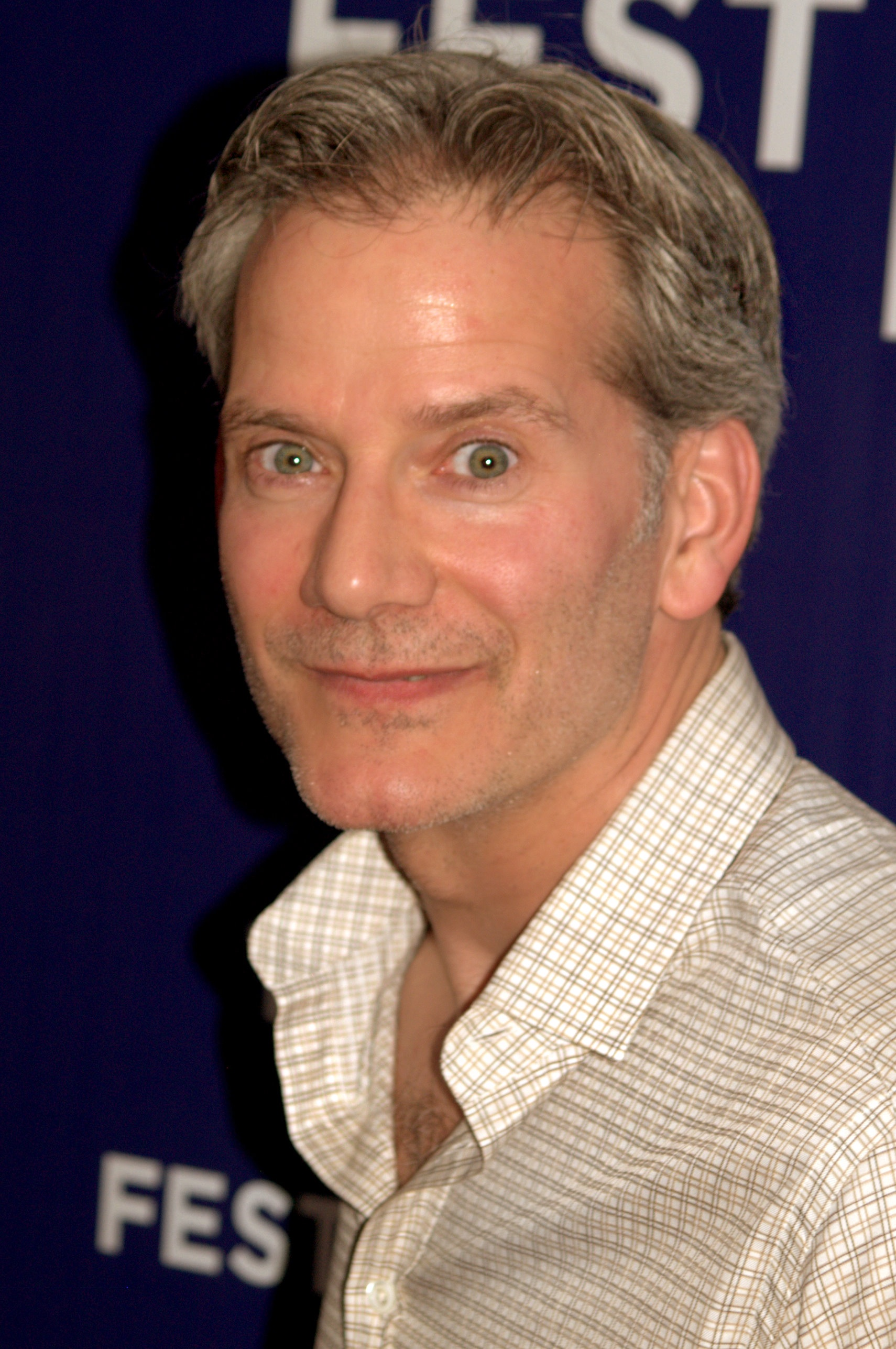
Campbell Scott interpreta a Richard Parker.

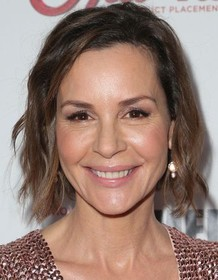
Embeth Davidtz interpreta a Mary Parker.

- Andrew Garfield como Peter Parker / Spider-Man: un joven estudiante intelectualmente dotado pero socialmente introvertido que lucha por encontrar su lugar en la vida desde que sus padres murieron cuando era un niño. Cuando Peter se cuela dentro del edificio de Oscorp donde trabajaba su padre, por curiosidad entra en una sala de experimentos con arañas genéticamente modificadas siendo mordido por una en la nuca, lo que le otorga poderes arácnidos. Después del asesinato de su tío a manos de un ladrón, toma el manto de un justiciero enmascarado convirtiéndose así en Spider-Man, quien ataca a criminales callejeros usando sus poderes y sus dispositivos mecánicos especialmente construidos para usarlos en sus muñecas llamados "web-shooters". Inicialmente usa su alter ego con la intención de cazar al asesino de su tío, pero luego se ve obligado a usar sus habilidades para detener la creciente amenaza del Lagarto. Garfield describió a Parker como alguien con quien puede identificarse y afirmó que el personaje había sido una influencia importante para él desde que era pequeño. Garfield dijo en entrevistas, incluyendo una en la que fue entrevistado por Tobey Maguire, que cuando vio la película Spider-Man cuando era más joven, recitaba en broma las líneas de Maguire en el espejo con un amigo que le bromeaba diciéndole que nunca sería Spider-Man. Al aceptar el papel, Garfield explicó: «Lo veo como un desafío enorme en muchos sentidos... Hacerlo auténtico. Hacer que el personaje viva y respire de una manera nueva. El público ya tiene una relación con muchas encarnaciones diferentes del personaje. Yo también. Probablemente voy a ser el tipo en el cine gritándome insultos a mí mismo. Pero tengo que dejarlo ir. No hay vuelta atrás. Y no quisiera hacerlo». Después de aceptar el papel, Garfield estudió los movimientos de los atletas y las arañas y trató de incorporarlos en el personaje, diciendo que Parker es «un niño/araña en términos de cómo se mueve, y no solo en el traje». Hizo yoga y pilates para el papel con el fin de ser lo más flexible posible. Garfield admitió que derramó una lágrima cuando se puso su disfraz por primera vez y que trató de imaginar «la cara de un actor mucho mejor en ese traje» porque verse a sí mismo como Spider-Man «no tenía sentido para él». Dijo: «No pensé que el spandex me haría sentir tan emocional, pero lo hizo». Garfield describió el traje como «incómodo» y dijo que no se le permitió usar nada debajo porque era demasiado ajustado, aunque luego aclaró que sí usó ropa interior mientras llevaba el traje. Durante el rodaje, Garfield explicó que tuvo cuatro meses de entrenamiento y describió su papel físico en las escenas de riesgo como terriblemente desafiante y agotador. Debido a esto, Sony contrató a un actor más joven, Andy Devine, para que fuera su doble de riesgo en algunas escenas.
- Rhys Ifans como el Dr. Curt Connors / Lagarto: una de las mentes científicas líderes de Industrias Oscorp y exsocio del difunto padre de Peter, Richard Parker. Inventa un suero experimental de lagartos con el objetivo de ayudar a regenerar extremidades y tejido humano. Tras ser obligado a probar el suero en humanos, decide experimentarlo en él mismo con la esperanza de recuperar su brazo amputado, sin embargo, lo que al principio pareció ser un gran éxito ya que sí logró recuperar su brazo, se convirtió en un fracaso, ya que inesperadamente su brazo y posteriormente todo su cuerpo comienza a mutar e inesperadamente el suero lo transforma en un gran monstruo reptiloide. Ifans dijo que su personaje pasaría la mayor parte de la película como humano. Mientras interpretaba al reptiloide de 9 pies de altura, Ifans tuvo que usar un traje CGI. Inicialmente, se utilizó un doble de riesgo grande como sustituto para el papel, pero Ifans insistió en interpretar al personaje transformado. Al comentar sobre la tecnología utilizada para dar vida a su personaje, Ifans expresó: «Tenía un traje verde, y luego esta cabeza de cartón, y estas pequeñas garras... Cada vez que ves al Lagarto, la tecnología es tan avanzada ahora que cuando los ojos del Lagarto se mueven, son mis ojos. Si frunce el ceño o muestra alguna emoción, son mis emociones. Así de espectacularmente avanzada es la tecnología». Ifans dijo que también prestó su voz a su personaje como el Lagarto, explicando: «Estoy seguro de que se jugará con la voz en las ediciones finales, pero cuando estaba filmando los momentos CGI en los que no era humano cuando era el Lagarto, parecía un muñeco de prueba de choque con una malla verde. Hubo muchos momentos en los que tuve que hablar con Andrew Garfield y Emma Stone disfrazado como el Lagarto».[4]
- Emma Stone como Gwen Stacy: compañera de clases e interés amoroso de Peter. Es una chica inteligente y carismática que también es la pasante principal de Oscorp. Para el papel, Stone mantuvo su natural color de cabello rubio, en lugar de mantener su habitual y teñido cabello rojizo. Stone sintió que tenía la responsabilidad de educarse sobre el personaje de Spider-Man, diciendo «no leía los cómics mientras crecía, y mi única experiencia fue con las películas de Sam Raimi... siempre asumí que Mary Jane era su primer amor», y solo había estado familiarizada con la interpretación de su coprotagonista de The Help, Bryce Dallas Howard, en Spider-Man 3. Stone también dijo: «Hay una parte de mí que realmente quiere complacer a la gente [que] ama a Spider-Man o a Gwen Stacy y quiere que se le haga justicia. Espero que me den licencia para interpretarla a mi manera».[5]
- Martin Sheen como Ben Parker: tío y figura paterna de Peter y hermano de Richard Parker. Sheen admitió que no estaba familiarizado con Spider-Man más allá de la interpretación de Maguire, y que sabía poco del personaje de Ben Parker excepto que Cliff Robertson había interpretado el papel. Sheen describió a su personaje como un padre sustituto, diciendo: «Estoy tratando con este adolescente que está teniendo problemas con los cambios, con las hormonas cambiantes y que se está saliendo de control. Tengo que darle las órdenes de marcha y demás». El director Marc Webb dijo: «Piensas en Sheen como el Presidente Josiah Bartlet [de la serie de televisión El ala oeste de la Casa Blanca]. Tiene ese sentido de autoridad benévola, pero hay algo más que es importante, en términos de la dinámica que quiero explorar sobre la relación de Peter con sus padres ausentes». Webb sintió que a diferencia del Peter con inclinaciones científicas, el tío Ben representaba al trabajador de cuello azul, una brecha que podría crear una dinámica entre ambos personajes.
- Sally Field como May Parker: tía y figura materna de Peter y esposa de Ben Parker. Field dijo que la razón principal por la que sintió que tenía que estar en la película fue por la productora Laura Ziskin (ambas trabajaron juntas en la película de 1985, El romance de Murphy) porque tenía el instinto de que esta iba a ser la última película de Ziskin. Después de la muerte de Ziskin, Field expresó su gratitud por ser parte de la primera y la última película de Ziskin. El director Webb sintió que «cuando eliges a alguien como Sally, viene con un cierto nivel de conciencia y afecto genuino real, lo que para el personaje de la tía May es algo increíblemente importante». Webb dijo que si bien «todos amamos a la tía May», quería crear tensión entre May y Peter. «El sobrino llega con moretones en la cara, ¿y qué sucede en ese momento? Eso puede crear algo de tensión, pero quieres que haya amor allí. Eso es lo que alguien como Sally Field te da».
- Denis Leary como el Capitán George Stacy: padre de Gwen y jefe del departamento policial de Nueva York que se propone cazar tanto a Spider-Man desconfiando de él y considerándolo una amenaza como al Lagarto por todo el caos que provoca en la ciudad. Leary explicó que no sabía mucho sobre Spider-Man en los cómics y que era «más un fan de Batman. No de la [versión televisiva] de los años 60, sino del Batman oscuro» y añadió «pero mi esposa es una fan loca de Spider-Man, por eso fui a [ver] las películas de Tobey Maguire». Mencionó también que mucho antes de que lo eligieran como George Stacy, su amigo Jeff Garlin, un fan de Spider-Man, le dijo: «'¡La primera vez que te conocí, pensé que eras George Stacy!' Esto fue hace como 30 años. Y yo estaba como, '¡¿Qué?!'» El director Webb dijo de su casting: «Todos confiamos en Denis Leary como George Stacy. Tiene esta actitud complicada, pero lo amas».
- Campbell Scott como Richard Parker: el fallecido padre de Peter. Un hombre de negocios y científico que trabajó para Oscorp. Su investigación se trata del experimento entre especies con veneno de araña que, según se dice, cura cualquier enfermedad. Años más tarde, una de las arañas que creó termina mordiendo a su hijo y otorgándole sus habilidades sobrehumanas.
- Embeth Davidtz como Mary Parker: la fallecida madre de Peter y esposa de Richard Parker.
- Irrfan Khan como el Dr. Rajit Ratha: un ejecutivo de Oscorp y superior inmediato de Connors. Khan dijo que le ofrecieron este papel después de su participación en la serie de televisión dramática In Treatment. Webb se describió a sí mismo como un fanático del actor cuando vio la serie junto con las películas The Namesake y The Warrior. Khan dijo que sus hijos estaban entusiasmados con eso y que le insistieron en que aceptara el papel.
- Chris Zylka como Flash Thompson: joven deportista, rival de Peter y capitán del equipo de baloncesto en el instituto Midtown Science High School. Parker lo pone en su lugar, tanto así que al final se gana el respeto de Flash y se terminan convirtiendo en buenos amigos. Sobre interpretar el papel, Zylka dijo: «Solo intentas concentrarte. Como artista o como actor, solo intentas concentrarte y permanecer en ese mundo ficticio y bloquear todo lo demás».

Max Charles aparece como Peter Parker de niño cuando es abandonado por sus padres y llevado a la casa de sus tíos. Hannah Marks aparece como Missy Kallenback, una tímida estudiante del instituto Midtown Science High School, que está enamorada de Peter. Kelsey Chow aparece como Sally Avrill, una coqueta chica que le pide a Peter que le tome fotos, aunque su papel es acreditado durante los créditos finales de la película simplemente como «chica sexy», la actriz le reveló a los medios de comunicación el nombre de su personaje en el momento del estreno de la película, nombre que también se recalca en la novelización de la película. De manera similar, C. Thomas Howell aparece como Troy, el padre de Jack quien más tarde ayuda a Spider-Man a balancearse mediante las grúas para que llegue rápidamente a Oscorp y pueda detener al Lagarto, aunque durante los créditos finales es simplemente acreditado como «el padre de Jack». Jake Keiffer interpreta a Jack, el hijo de Troy quien es un niño que Spider-Man rescata en el Puente de Williamsburg. Leif Gantvoort interpreta al ladrón que roba en una tienda de conveniencia y que luego mata al tío Ben,  mientras que Michael Barra interpreta a T-Bone, el encargado de la tienda de conveniencia. Tom Waite interpreta a Nicky, un matón a quien Peter confunde con el asesino de su tío Ben. El cocreador de Spider-Man, Stan Lee, tiene un cameo como lo hizo en las películas anteriores del superhéroe. Lee interpreta a un bibliotecario que escucha música clásica en sus auriculares mientras estampa libros, siendo inconsciente de la batalla de Spider-Man contra el Lagarto en la biblioteca. Michael Massee, quien anteriormente trabajó con Marvel Studios como la voz del Dr. Bruce Banner / Hulk en la serie de películas animadas Ultimate Avengers, aparece en la película durante la escena poscréditos simplemente acreditado como «el misterioso hombre en las sombras», quien habla con Connors en su celda de prisión. En cuanto a la identidad del personaje, el director Webb dijo: «Es intencionalmente misterioso. E invito a la especulación...». En The Amazing Spider-Man 2, finalmente se revela que el personaje se trata de Gustav Fiers. Michael Papajohn, quien interpretó a Dennis Carradine, el aparente asesino del tío Ben que aparece en Spider-Man y Spider-Man 3, tiene un cameo en la película como Alfred, el conductor de la limusina del Dr. Ratha, siendo así el único actor (aparte de Stan Lee) de la trilogía de Sam Rami en desempeñar un papel en esta película reboot de Spider-Man. Papajohn originalmente pidió repetir su papel como el ladrón, pero el papel le fue otorgado a Gantvoort. Barbara Eve Harris interpreta a la Señorita Ritter, la profesora de Peter en el instituto Midtown Science High School. Kari Coleman, Charlie DePew, Skyler Gisondo y Jacob Rodier interpretan a la familia Stacy: Helen Stacy, Philip Stacy, Howard Stacy y Simon Stacy, la madre y los hermanos menores de Gwen respectivamente. Amber Stevens, Tia Texada, Jill Flint, Jennifer Lyons, Andy Pessoa y Ethan Cohn interpretan a Ariel, Sheila, una recepcionista, una chica en el metro, Gordon, y a un técnico de laboratorio, respectivamente. Zoey Deutch aparece como una chica chismosa mientras que Annie Parisse interpreta a Martha Connors y Miles Elliot interpreta a Billy Connors, la esposa y el hijo del Dr. Connors respectivamente. Sin embargo, las escenas de Deutch, Parisse y Elliot fueron eliminadas del corte final de la película.

## Producción

### Desarrollo
Tras el éxito comercial de la anterior franquicia Spider-Man, Spider-Man 2 y Spider-Man 3, protagonizada por Tobey Maguire, Kirsten Dunst, James Franco, Rosemary Harris y J. K. Simmons, se esperaba que para mayo de 2011 se estrenase la cuarta entrega (Spider-Man 4) dirigida por Sam Raimi y protagonizada por Tobey Maguire como Spider-Man, Kirsten Dunst como Mary Jane Watson, Dylan Baker como el Lagarto, John Malkovich como el Buitre, Anne Hathaway como Black Cat, Bryce Dallas Howard como Gwen Stacy, Rosemary Harris como la tía May Parker y J. K. Simmons como J. Jonah Jameson; sin embargo, el lunes 11 de enero de 2010 Marvel anunció la cancelación de la película y el cierre de la serie debido a problemas con el guion y la dirección. Otro proyecto planeado fue un spin-off de Venom dirigido por Gary Ross y protagonizado por Topher Grace, considerada lista para 2012 o 2013, esta película también fue cancelada, junto a Spider-Man 4. Inmediatamente se anunció una nueva película que reiniciaría la franquicia.
Pocos días después, el viernes 15 de enero, Columbia Pictures y Marvel anunciaron que Marc Webb sería el director de la película. En la terna de candidatos hubo nombres como Kathryn Bigelow, Wes Anderson y Neill Blomkamp.
Webb se reunió semanas después con el director James Cameron para conocer los entresijos del rodaje en tres dimensiones, pues el director canadiense había logrado éxito en este medio con su película Avatar.
La película contó con un presupuesto de 220 millones de dólares.

### Guion
El guion mostró un enfoque totalmente diferente a comparación de la primera película de la trilogía anterior aunque respetando ciertas partes principales del origen del Hombre araña (y algunos de los personajes que son parte de ello, entre estos Ben Parker y May Parker) durante toda la trama desde la historia original de Peter Parker adaptada hasta el resto del argumento que se centra en los años de la preparatoria de los protagonistas y muestra más fidelidad a los cómics de la línea Ultimate creada por Brian Michael Bendis y Mark Bagley.
A pesar de que hubo rumores, durante el rodaje se confirmó que los personajes de J. Jonah Jameson, Mary Jane Watson, ni los de Harry Osborn y Norman Osborn, estarían en la película. En cambio este filme da paso a Gwen Stacy, el Capitán Stacy, el Dr. Curtis Connors y Flash Thompson, quienes en la trilogía anterior y a diferencia de los personajes anteriormente mencionados no tuvieron mucho protagonismo en la historia principal.

### Casting
El reinicio de la franquicia obligó a cambiar todo el reparto original de la antigua serie, por un aspecto de discontinuidad narrativa. Marvel y Columbia Pictures buscaron actores poco conocidos para los papeles principales.
Joe Jonas, Jim Sturgess, Joseph Gordon-Levitt y Logan Lerman fueron los primeros candidatos al papel de Peter Parker. En abril de 2010, Sony Pictures negó rotundamente los rumores que habían circulado de que Lerman era el elegido para protagonizar la película, descartando al joven actor californiano para el papel. En mayo de 2010 se anunció una quina de candidatos para el papel del hombre araña, compuesta por Jamie Bell, Alden Ehrenreich, Frank Dillane, Andrew Garfield y Josh Hutcherson. En junio se añadieron dos candidatos más a la lista final, Aaron Taylor-Johnson y Anton Yelchin.
Finalmente, y tras varios meses de rumores, el viernes 2 de julio de 2010 Sony hizo oficial en una nota de prensa que el actor que interpretaría a Peter Parker sería Andrew Garfield, el cual fue posteriormente protagonista de una presentación junto a Marc Webb.
Para el villano principal, se barajaron también varios nombres incluso cuando no se conocía la identidad del mismo: Michael Fassbender, cuyas negociaciones con Marvel Studios hicieron saltar rumores y que tiempo después se revelaría que fueron para interpretar a Magneto en X-Men: primera generación, precuela de X-Men y Christoph Waltz, actor al que Sony Pictures había ofrecido el papel antagonista según varias fuentes, hecho que fue negado por su representante días después. Finalmente, el elegido para ser el antagonista fue Rhys Ifans, aunque el rol a interpretar se dejó en el anonimato. No fue sino hasta hace poco que el villano sería oficialmente El Lagarto.
Teresa Palmer, Emma Roberts, Hilary Duff y Lily Collins fueron candidatas al papel del interés amoroso de Peter Parker, Gwen Stacy. Finalmente fue Emma Stone la elegida para dar vida a la primera novia de Peter Parker.
En noviembre de 2010 se anunció que el veterano actor Martin Sheen estaba en negociaciones finales para interpretar a Ben Parker, tío del protagonista Peter Parker y que el papel de su esposa May había sido ofrecido a Sally Field. Denis Leary interpretó el papel de capitán George Stacy, padre de Gwen.

### Rodaje
El rodaje empezó el lunes 6 de diciembre de 2010, en Los Ángeles. La ciudad de Nueva York, donde se sitúa la historia, también fue escenario de rodaje durante dos meses.

### Vestuario

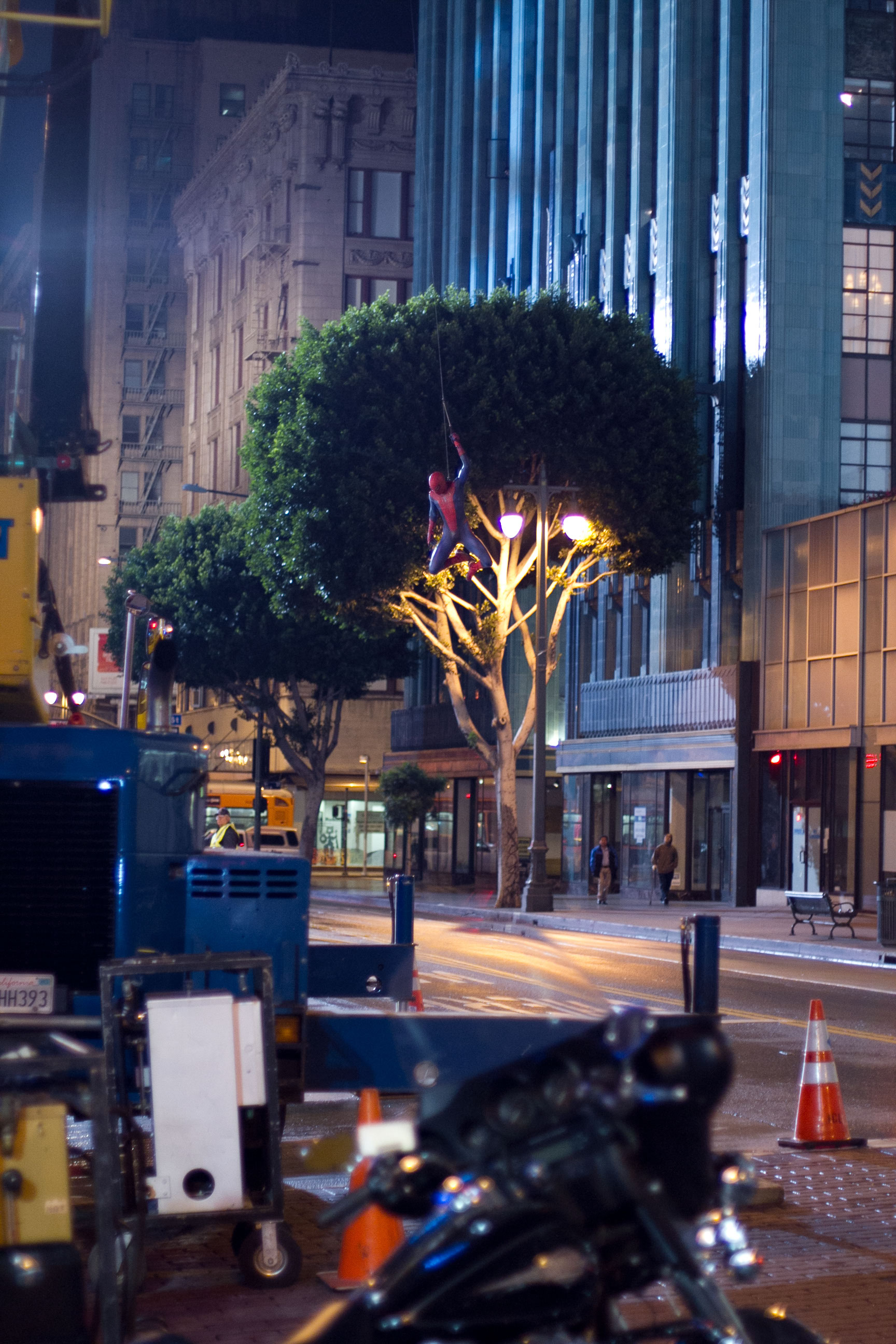
Fotografía tomada durante la filmación.

El vestuario de Spider-Man fue revelado oficialmente el lunes 14 de febrero de 2011 a través de la página oficial de la película. El vestuario es en realidad muy parecido al tradicional solo que cuenta con un par de variaciones en las piernas, los brazos y la cadera. En cuanto a la araña esta es bastante grande pero conserva el toque de la películas anteriores.
También se le añadió el dispositivo portátil para lanzar redes, diseñado por Peter Parker; esta indispensable característica del cómic original fue cambiada en las tres películas anteriores, dado que al protagonista se le atribuyó el poder de lanzar redes directamente de su mano, algo que fue muy cuestionado por los seguidores más conservadores.

### Banda sonora
James Horner compuso la banda sonora de la película y fue comercializada el 3 de julio de 2012, el día del estreno de la película.
Esta fue la última película estadounidense compuesta por Horner y estrenada durante su vida, tres años antes de su muerte el 22 de junio de 2015, en un accidente aéreo.

## Recepción

### Crítica
La película recibió críticas positivas de parte de la crítica y la audiencia. En la página web Rotten Tomatoes le da un índice de 72%, con una calificación de 6.8/10, sobre la base de una suma de 284 reseñas con un consenso que dice: "Un elenco bien elegido y una dirección segura permiten a The Amazing Spider-Man para emocionar, a pesar de volver a visitar muchos de los mismos puntos de la trama de Spider-Man de 2002.
Metacritic le da una puntuación de 66 de 100 sobre la base de una recopilación de 42 reseñas. Las audiencias de CinemaScore le dieron una calificación de "A-" en una escala de A+ a F, mientras que los usuarios del portal IMDb le da una puntuación de 7.0/10.

### Taquilla
The Amazing Spider-Man logró recaudar un total de 7.5 millones durante las proyecciones de media noche, y un total de 35 millones en su día de estreno. El inicio de la película en las carteleras fue excepcional, batiendo récord con la mayor apertura para un día martes, arrebatándole el récord a Transformers, que lo sostenía hasta ese día con $27 851 016 dólares durante su día de estreno. La película recaudó un total de 62 004 668 dólares durante su primer fin de semana, y un total de más de 153 millones durante su primera semana.
Para el 22 de agosto de 2012, The Amazing Spider-Man ya marcaba como el reinicio más taquillero de la historia, recaudando un total de $257 769 664 en Estados Unidos, superando así el récord que poseía Star Trek (257 730 019) a sus 51 días en cartelera. Es actualmente, el segundo reinicio más taquillero de la historia, recaudando un total de $751 657 162 mundialmente, siendo superada por Spider-Man: Homecoming  (segundo reinicio de la saga) que cuenta con $874 393 662. Si bien, la taquilla norteamericana de la película es muy inferior a cualquiera de las tres películas anteriores, los números conseguidos son espectaculares para un reinicio, en comparación con otros como Batman Begins, o Superman Returns o The Incredible Hulk.

## Franquicia ampliada
Secuela
El 3 de julio de 2012, Sony anunció en su cuenta de Facebook que The Amazing Spider-Man sería una trilogía, aunque posteriormente confirmó también una cuarta entrega. El actor Andrew Garfield también se ofreció para aparecer en Avengers: Age of Ultron, a pesar de que los derechos cinematográficos de su personaje están en manos de Sony y no de Marvel.
Finalmente, el 28 de septiembre de 2012, Andrew Garfield y el director Marc Webb, anunciaron su regreso al siguiente largometraje, The Amazing Spider-Man 2: Rise of Electro, esperado a estrenarse el 2 de mayo de 2014. Más tarde se confirmó que Emma Stone, Sally Field y Chris Zylka también regresarían para esta secuela interpretando a sus respectivos personajes, junto a la incorporación de Jamie Foxx, Dane DeHaan, Paul Giamatti y Chris Cooper como Electro, Harry Osborn, Rhino y Norman Osborn respectivamente.
En el año 2014 también se anunciaron otras 2 entregas y 2 spin-offs protagonizados por El Agente Venom y los Seis Siniestros la película Sinister Six llegaría en 2016 y Venom-Carnage (que como lo indica el nombre Carnage sería el antagonista principal) se estrenaría en 2017. Sin embargo, a principios del 2015 se confirmó que todas estas secuelas y spin-offs se cancelarían, para traer otro reinicio en cooperación con Marvel Studios.